# Alberto Puig
Alberto Puig de la Rosa (Barcelona, España, 16 de enero de 1967) es un mánager y ex piloto español de motociclismo.

## Biografía
Debutó en categoría de 250cc del Campeonato del Mundo de Motociclismo en 1987, con una JJ Cobas, corriendo algunas pruebas, alternándolo con el campeonato de Europa, donde logró una tercera plaza en el circuito checo de Most.
En 1988 disputó su primera temporada completa en el Mundial en el equipo de Ángel Nieto, con una Honda RS, disputando algunas pruebas con la NSR en sustitución del lesionado Carlos Cardús, logrando con dicha moto su mejor clasificación, octavo en el GP Expo ´92 en Jerez de la Frontera. Además se proclamó Campeón de España de 250cc.
A partir de la temporada 1994 empieza a competir en la categoría de 500cc. Ese año realiza su mejor participación, terminando el mundial en la quinta posición. En el año 1995 Alberto Puig se convirtió en el segundo piloto español en ganar una carrera en la máxima categoría, el Gran Premio de España, disputado en el Circuito de Jerez. Después de esa carrera consiguió dos podios más, hasta que sufrió una caída en el Gran Premio de Francia de 1995, rompiéndose una pierna. Debido a ese accidente no terminó la temporada. En las siguientes temporadas no alcanzó el nivel anterior, y se retiró en el año 1997 a la edad de 30 años.
Alberto Puig ha sido mentor de pilotos como Toni Elías, Casey Stoner y Dani Pedrosa, y fue mánager de este último hasta el año 2013. Desde 2018, ha dirigido el equipo Repsol Honda Team y desde 2025, el equipo Honda HRC Castrol.

## Resultados en el Campeonato del Mundo
Sistema de puntuación desde 1969 hasta 1987:
| Posición | 1.º | 2.º | 3.º | 4.º | 5.º | 6.º | 7.º | 8.º | 9.º | 10.º |
| Puntos   | 15  | 12  | 10  | 8   | 6   | 5   | 4   | 3   | 2   | 1    |

Sistema de puntuación desde 1988 hasta 1991:
| Posición | 1.º | 2.º | 3.º | 4.º | 5.º | 6.º | 7.º | 8.º | 9.º | 10.º | 11.º | 12.º | 13.º | 14.º | 15.º |
| Puntos   | 20  | 17  | 15  | 13  | 11  | 10  | 9   | 8   | 7   | 6    | 5    | 4    | 3    | 2    | 1    |

Sistema de puntuación en 1992:
| Posición | 1.º | 2.º | 3.º | 4.º | 5.º | 6.º | 7.º | 8.º | 9.º | 10.º |
| Puntos   | 20  | 15  | 12  | 10  | 8   | 6   | 4   | 3   | 2   | 1    |

Sistema de puntuación de 1993 hasta 2022:
| Posición | 1.º | 2.º | 3.º | 4.º | 5.º | 6.º | 7.º | 8.º | 9.º | 10.º | 11.º | 12.º | 13.º | 14.º | 15.º |
| Puntos   | 25  | 20  | 16  | 13  | 11  | 10  | 9   | 8   | 7   | 6    | 5    | 4    | 3    | 2    | 1    |

### Por categoría
| Cat.  | Temporadas  | Primer GP            | Primer Podio        | Prim. Victoria    | Carreras | Victorias | Podios | Poles | V. Ráp. | Pts. |
| ----- | ----------- | -------------------- | ------------------- | ----------------- | -------- | --------- | ------ | ----- | ------- | ---- |
| 250cc | 1987 - 1993 | GP de Assen 1987     | GP de Malasia 1992  | -                 | 75       | 0         | 4      | 0     | 0       | 265  |
| 500cc | 1994 - 1997 | GP de Australia 1994 | GP de Alemania 1994 | GP de España 1995 | 50       | 1         | 5      | 0     | 1       | 407  |
| Total | 1987 - 1997 | 1987 - 1997          | 1987 - 1997         | 1987 - 1997       | 125      | 1         | 9      | 0     | 1       | 672  |

### Carreras por año
(carreras en cursiva indica vuelta rápida)
| Año  | Cat.  | Moto           | 1       | 2       | 3       | 4       | 5       | 6       | 7       | 8       | 9       | 10      | 11      | 12      | 13      | 14      | 15      | Pts. | Pos. |
| ---- | ----- | -------------- | ------- | ------- | ------- | ------- | ------- | ------- | ------- | ------- | ------- | ------- | ------- | ------- | ------- | ------- | ------- | ---- | ---- |
| 1987 | 250cc | JJ Cobas       | JAP -   | ESP -   | ALE -   | NAC -   | AUT -   | YUG -   | NED 20  | FRA 11  | GBR -   | SUE -   | CHE -   | RSM -   | POR 17  | BRA 20  | ARG 13  | 0    | -    |
| 1988 | 250cc | Honda NSR250   | JAP 25  | USA Ret | ESP 14  | EXP 8   | NAC Ret | ALE 17  | AUT DNQ | NED DNS | BEL DNQ | YUG -   | FRA DNQ | GBR DNQ | SUE Ret | CHE DNQ | BRA 21  | 10   | 30.º |
| 1989 | 250cc | Yamaha TZ250   | JAP Ret | AUS Ret | USA 12  | ESP Ret | NAC 16  | ALE 23  | AUT 22  | YUG Ret | NED 7   | BEL 13  | FRA 14  | GBR 16  | SUE Ret | CHE 16  | BRA Ret | 18   | 23.º |
| 1990 | 250cc | Yamaha TZ250   | JAP -   | USA -   | ESP -   | NAC -   | ALE -   | AUT Ret | YUG Ret | NED 10  | BEL 7   | FRA 9   | GBR 15  | SUE 12  | CHE 11  | HUN -   | AUS -   | 32   | 16.º |
| 1991 | 250cc | Yamaha YZR250  | JAP 21  | AUS Ret | USA Ret | ESP 10  | ITA Ret | ALE -   | AUT -   | EUR -   | NED Ret | FRA 19  | GBR 10  | RSM 17  | CHE 14  | LMA 11  | MAL 7   | 28   | 16.º |
| 1992 | 250cc | Aprilia RSV250 | JAP 6   | AUS NC  | MAL 2   | ESP 7   | ITA 6   | EUR 8   | ALE 6   | NED 4   | HUN 3   | FRA 6   | GBR Ret | BRA 8   | RSA NC  |         |         | 71   | 6.º  |
| 1993 | 250cc | Honda NSR250   | AUS 13  | MAL 8   | JAP 15  | ESP Ret | AUT 9   | ALE 11  | NED 9   | EUR 3   | RSM 10  | GBR Ret | CZE 3   | ITA 5   | USA 4   | FIM 4   |         | 106  | 9.º  |
| 1994 | 500cc | Honda NSR500   | AUS 7   | MAL 5   | JAP 8   | ESP 6   | AUT 6   | ALE 3   | NED 4   | ITA 4   | FRA 4   | GBR 7   | CZE 5   | USA 7   | ARG 5   | EUR 7   |         | 152  | 5.º  |
| 1995 | 500cc | Honda NSR500   | AUS 7   | MAL 5   | JAP 5   | ESP 1   | ALE 5   | ITA 3   | NED 3   | FRA -   | GBR -   | CZE -   | RIO -   | ARG -   | EUR -   |         |         | 99   | 8.º  |
| 1996 | 500cc | Honda NSR500   | MAL 7   | IDN 10  | JAP 9   | ESP 5   | ITA 12  | FRA 3   | NED 12  | ALE 11  | GBR 11  | AUT 13  | CZE 12  | IMO 12  | CAT 7   | BRA 10  | AUS -   | 93   | 11.º |
| 1997 | 500cc | Honda NSR500   | MAL 7   | JAP 8   | ESP Ret | ITA NC  | AUT 8   | FRA 8   | NED 5   | IMO 12  | ALE 10  | RIO 14  | GBR Ret | CZE 13  | CAT 15  | IDN 14  | AUS 15  | 63   | 12.º |